# 7546 Meriam
7546 Meriam è un asteroide della fascia principale. Scoperto nel 1979, presenta un'orbita caratterizzata da un semiasse maggiore pari a 2,3167033 au e da un'eccentricità di 0,1092929, inclinata di 5,26932° rispetto all'eclittica.